# Hans Hopfinger
Hans Hopfinger (* 3. März 1951 in Egweil) ist ein deutscher Kulturgeograph.

## Leben
Nach der Promotion 1982 mit einer Arbeit über Erfolgskontrolle regionaler Wirtschaftsförderung und der Habilitation 1989 mit einer Arbeit über Öffentliche und private Landwirtschaft in Syrien wurde er 1996 auf den Lehrstuhl Kulturgeographie an der Universität Eichstätt-Ingolstadt berufen.
Seine Forschungsschwerpunkte sind allgemeine Kulturgeographie unter besonderer Berücksichtigung der Sozial- und Wirtschafts- sowie der Stadt- und Verkehrsgeographie, anwendungsbezogene Entwicklungsländerforschung (insbesondere Nahost und Nordafrika), theoretische, methodisch-methodologische sowie konzeptionelle Grundlagen der Tourismuswissenschaft und der Tourismusgeographie und regionale Schwerpunkte: Deutschland/Europa, USA, Nahost und Nordafrika.

## Schriften (Auswahl)
- mit Wolfgang Vogel: Geographische Probleme weltwirtschaftlicher Verflechtungen (= S-II-Arbeitsmaterialien Geographie im gesellschaftswissenschaftlichen Aufgabenfeld). Klett, Stuttgart 1979, ISBN 3-12-409030-6.
- Erfolgskontrolle regionaler Wirtschaftsförderung. Zu den Auswirkungen der Regionalpolitik auf Arbeitsmarkt und Wirtschaftsstruktur am Beispiel der Textilindustrie im Regierungsbezirk Oberfranken(= Erlanger geographische Arbeiten. Heft 43). Fränkische Geographische Ges./Palm und Enke, Erlangen 1982, ISBN 3-920405-56-0 (zugleich Dissertation, Erlangen 1982).
- Die Entwicklung der raumwirtschaftlichen Disparitäten in Italien und Spanien. Eine empirische Vergleich der regionalen Wirtschafts- und Strukturpolitik in beiden Ländern. R. G. Fischer, Frankfurt am Main 1982, ISBN 3-88323-332-2 (formal falsch).
- als Herausgeber: Franken – Planung für eine bessere Zukunft? Ein Führer zu Projekten der Raumplanung. Carl, Nürnberg 1986, ISBN 3-418-00332-X.
- Öffentliche und private Landwirtschaft in Syrien. Eine wirtschafts- und sozialgeographische Untersuchung im Nordwesten und Nordosten des Landes. Mit 77 Tabellen (= Erlanger geographische Arbeiten. Sonderband 19). Palm und Enke, Erlangen 1991, ISBN 3-920405-69-9 (formal falsch). Zugleich Habilitationsschrift, Erlangen 1991.
- als Herausgeber mit Wolf-Dieter Hütteroth: Frühe Eisenbahnbauten als Pionierleistungen (= Referate des ... interdisziplinären Colloquiums des Zentralinstituts. Band 11) (= Schriften des Zentralinstituts für Fränkische Landeskunde und Allgemeine Regionalforschung an der Universität Erlangen-Nürnberg. Band 32). Degener, Neustadt an der Aisch 1993, ISBN 3-7686-9126-8.
- als Herausgeber mit Hanns-Albert Steger: Die Universität in der Welt, die Welt in der Universität (= Referate des ... interdisziplinären Colloquiums des Zentralinstituts. Band 12) (= Schriften des Zentralinstituts für Fränkische Landeskunde und Allgemeine Regionalforschung an der Universität Erlangen-Nürnberg. Band 33). Degener, Neustadt an der Aisch 1994, ISBN 3-7686-9129-2.
- als Herausgeber mit Horst Kopp: Wirkungen von Migrationen auf aufnehmende Gesellschaften (= Referate des ... interdisziplinären Colloquiums des Zentralinstituts. Band 13) (= Schriften des Zentralinstituts für Fränkische Landeskunde und Allgemeine Regionalforschung an der Universität Erlangen-Nürnberg. Band 34). Degener, Neustadt an der Aisch 1996, ISBN 3-7686-9140-3.
- als Herausgeber: Economic liberalization and privatization in socialist Arab countries. Algeria, Egypt, Syria and Yemen as examles (= Nahost und Nordafrika. Band 1). Perthes, Gotha 1996, ISBN 3-623-00400-6.
- als Herausgeber mit Raslan Khadour: Wirtschaftsentwicklung und Investitionspolitik in Syrien. Economic development and investment policies in Syria (= Eichstätter geographische Arbeiten. Band 10). Geobuch, München 1998, ISBN 3-87707-521-5.
- mit Mohamed Berriane : Nador (Maroc) : petite ville parmi les grandes. Tours : URBAMA, 1999. ISBN 2-86906-132-3.
- als Herausgeber mit Christoph Becker und Albrecht Steinecke: Geographie der Freizeit und des Tourismus. Bilanz und Ausblick. Oldenbourg, München/Wien 2003, ISBN 3-486-27464-3.
- als Herausgeber mit Harald Pechlaner, Silvia Schön und Christian Antz: Kulturfaktor Spiritualität und Tourismus. Sinnorientierung als Strategie für Destinationen (= Schriften zu Tourismus und Freizeit. Band 14). Erich Schmidt, Berlin 2012, ISBN 3-503-14116-2.
- als Herausgeber mit Florian Bauhuber: Mit Auto, Brille, Fon und Drohne. Aspekte neuen Reisens im 21. Jahrhundert (= Studien zur Freizeit- und Tourismusforschung. Band 111). Verlag MetaGIS-Systems, Mannheim 2016, ISBN 3-936438-75-7.